# Kanton Kaiserslautern
Der Kanton Kaiserslautern (franz.: Canton de Kayserslautern, auch Canton de Kaiserslautern) war eine von acht Verwaltungseinheiten, in die sich das Arrondissement Kaiserslautern (franz.: Arrondissement de Kayserslautern) im Département Donnersberg (franz.: Département du Mont-Tonnerre) gliederte. Der Kanton war in den Jahren 1798 bis 1814 Teil der Französischen Republik (1798–1804) und des Napoleonischen Kaiserreichs (1804–1814). Hauptort (chef-lieu) und Verwaltungssitz war Kaiserslautern.
Nachdem die Pfalz 1816 zum Königreich Bayern gekommen war, wurden die Kantone, teilweise mit geändertem Gebietsstand, zunächst beibehalten und waren Teile der Verwaltungsstruktur bis 1852.
Das Verwaltungsgebiet des Kantons Kaiserslautern lag auf dem Gebiet der heutigen kreisfreien Stadt Kaiserslautern und umfasste auch Teile des Landkreises Kaiserslautern in Rheinland-Pfalz.

## Gemeinden und Mairies
Nach amtlichen Tabellen aus den Jahren 1798 und 1811 gehörten zum Kanton Kaiserslautern folgende Gemeinden, die verwaltungsmäßig Mairies zugeteilt waren (Ortsnamen in der damaligen Schreibweise); die Einwohnerzahlen (Spalte „EW 1815“) sind einer Statistik von 1815 entnommen; die Spalte „vor 1792 zugehörig“ nennt die landesherrliche Zugehörigkeit vor der französischen Inbesitznahme.
| Gemeinde                     | Mairie         | EW 1815 | vor 1792 zugehörig   | Anmerkungen                                         |
| ---------------------------- | -------------- | ------- | -------------------- | --------------------------------------------------- |
| Alsenborn                    | Alsenborn      | 622     | Kurpfalz             | seit 1969 Ortsteil von Enkenbach-Alsenborn          |
| Dansenberg                   | Kaiserslautern | 155     | Kurpfalz             | seit 1969 Stadtteil von Kaiserslautern              |
| Enkenbach                    | Alsenborn      | 791     | Kurpfalz             | seit 1969 Ortsteil von Enkenbach-Alsenborn          |
| Erfenbach                    | Weilerbach     | 298     | Kurpfalz             | seit 1969 Stadtteil von Kaiserslautern              |
| Erlenbach                    | Kaiserslautern | 312     | Kurpfalz             | seit 1969 Stadtteil von Kaiserslautern              |
| Erzenhausen                  | Weilerbach     | 386     | Kurpfalz             |                                                     |
| Frankenstein und Diemerstein | Hochspeier     | 352     | Kondominium          | Diemerstein heute Ortsteil von Frankenstein         |
| Hochspeier und Fischbach     | Hochspeier     | 980     | Kondominium          | heute Ortsgemeinden Hochspeyer und Fischbach        |
| Hohenecken                   | Kaiserslautern | 227     | Kurpfalz             | seit 1969 Stadtteil von Kaiserslautern              |
| Kaiserslautern               | Kaiserslautern | 3.757   | Kurpfalz             | die heutige Innenstadt von Kaiserslautern           |
| Krickenbach                  | Trippstadt     | 220     | Herrschaft Landstuhl |                                                     |
| Mölschbach                   | Trippstadt     | 358     | Freiherr von Hacke   | seit 1969 Stadtteil von Kaiserslautern              |
| Moorlautern                  | Kaiserslautern | 312     | Kurpfalz             | seit 1969 Stadtteil von Kaiserslautern (Morlautern) |
| Neunkirchen                  | Alsenborn      | 521     | Kurpfalz             | seit 1939 Ortsteil von Mehlingen                    |
| Rodenbach                    | Weilerbach     | 322     | Kurpfalz             |                                                     |
| Siegelbach                   | Weilerbach     | 293     | Kurpfalz             | seit 1969 Stadtteil von Kaiserslautern              |
| Stelzenberg                  | Trippstadt     | 329     | Freiherr von Hacke   |                                                     |
| Stockborn                    | Weilerbach     | 63      | Kurpfalz             | seit 1969 Stadtteil von Kaiserslautern              |
| Trippstadt                   | Trippstadt     | 1.227   | Freiherr von Hacke   |                                                     |
| Waldleiningen                | Hochspeier     | 169     | Kondominium          |                                                     |
| Weilerbach                   | Weilerbach     | 751     | Kurpfalz             |                                                     |

Anmerkungen:
1. ↑   Frankenstein gehörte der Kurpfalz und den Grafen von Leiningen gemeinschaftlich, Diemerstein gehörte Kurpfalz und den Grafen von Wartenberg gemeinschaftlich.
2. 1 2   Hochspeyer, Fischbach und Waldleiningen gehörten der Kurpfalz und den Grafen von Leiningen-Dagsburg gemeinschaftlich.

## Geschichte
Vor der Besetzung des Linken Rheinufers im Ersten Koalitionskrieg (1794) gehörten die Ortschaften im 1798 eingerichteten Verwaltungsbezirk des Kantons Kaiserslautern überwiegend zur Kurpfalz.
Von der französischen Direktorialregierung wurde 1798 die Verwaltung des Linken Rheinufers nach französischem Vorbild reorganisiert und damit u. a. eine Einteilung in Kantone übernommen. Die Kantone waren zugleich Friedensgerichtsbezirke. Der Kanton Kaiserslautern gehörte zum Arrondissement Kaiserslautern im Departement Donnersberg. Der Kanton gliederte sich in 21 Gemeinden, die von fünf Mairies verwaltet wurden.
Nachdem im Januar 1814 die Alliierten das Linke Rheinufer wieder in Besitz gebracht hatten, wurde im Februar 1814 das Département Donnersberg und damit auch der Kanton Kaiserslautern Teil des provisorischen Generalgouvernements Mittelrhein. Nach dem Pariser Frieden vom Mai 1814 wurde dieses Generalgouvernement im Juni 1814 aufgeteilt, das Département Donnersberg wurde der neu gebildeten Gemeinschaftlichen Landes-Administrations-Kommission zugeordnet, die unter der Verwaltung von Österreich und Bayern stand.

## Bayerischer Kanton Kaiserslautern
Aufgrund der auf dem Wiener Kongress getroffenen Vereinbarungen kam das Gebiet im Juni 1815 zu Österreich. Die gemeinschaftliche österreichisch-bayerische Verwaltung wurde vorerst beibehalten. Am 14. April 1816 wurde zwischen Österreich und Bayern ein Staatsvertrag geschlossen, in dem ein Austausch verschiedener Staatsgebiete vereinbart wurde. Hierbei wurden die linksrheinischen österreichischen Gebiete zum 1. Mai 1816 an das Königreich Bayern abgetreten.
Der bayerische Kanton Kaiserslautern gehörte im neu geschaffenen Rheinkreis zunächst zur Kreisdirektion Kaiserslautern. Im Jahr 1817 erfolgte bei einigen Gemeinden eine Neuzuordnung. Der Kanton Kaiserslautern gab Erlenbach und Neukirchen an den Kanton Otterberg ab und erhielt Eulenbis und Pörrbach vom Kanton Wolfstein sowie Schwedelbach vom Kanton Landstuhl.
Nach der Untergliederung des Rheinkreises in Landkommissariate (1818) gehörte der Kanton Kaiserslautern zum gleichnamigen Landkommissariat.
Zum bayerischen Kanton Kaiserslautern gehörten nach 1817 insgesamt 22 Gemeinden:
| - Alsenborn - Dansenberg - Enkenbach - Erfenbach - Erzenhausen - Eulenbis - Frankenstein und Diemerstein - Hochspeyer und Fischbach | - Hohenecken - Kaiserslautern - Krickenbach - Mölschbach - Morlautern - Pörrbach - Rodenbach - Schwedelbach | - Siegelbach - Stelzenberg - Stockborn - Trippstadt - Waldleiningen - Weilerbach |

In einer 1836 erstellten Statistik wurden im Kanton Kaiserslautern 20.689 Einwohner gezählt, davon waren 7.391 Katholiken, 12.810 Protestanten, 237 Mennoniten und 251 Juden.
Im Jahr 1852 wurde der Kanton Kaiserslautern, so wie alle Kantone in der Pfalz, in eine Distriktsgemeinde umgewandelt.